# Iwan Brandes

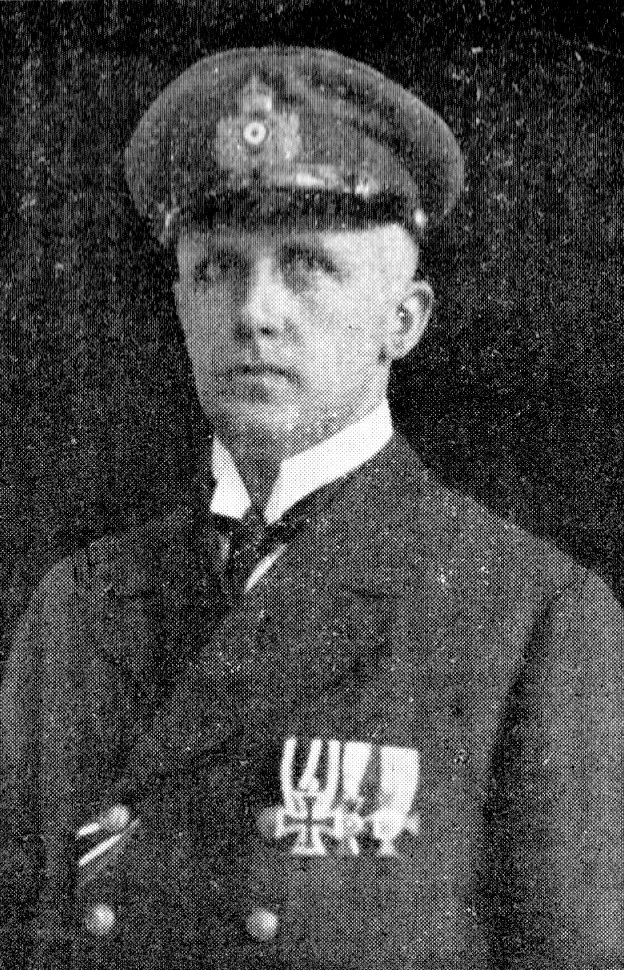
Kapitänleutnant Iwan Brandes

Iwan Brandes (* 5. Februar 1882 in Lübeck; † 1. März 1935 in Berlin) war ein deutscher Marineoffizier, zuletzt Konteradmiral der Reichsmarine.

## Leben
Brandes trat am 10. April 1901 als Seekadett in die Kaiserliche Marine ein und absolvierte seine Grundausbildung auf der Kreuzerfregatte Moltke. Er kam dann am 1. April 1902 an die Marineschule und wurde dort am 22. April 1902 zum Fähnrich zur See ernannt. Anschließend versah Brandes vom 1. Oktober 1903 bis 30. September 1905 Dienst auf dem Linienschiff Wettin. Als Leutnant zur See (seit 29. September 1905) erfolgte für sechs Monate seine Kommandierung zur II. Torpedo-Abteilung, bevor er für weitere sechs Monate als Wachoffizier auf dem Kleinen Kreuzer Lübeck eingesetzt wurde. Vom 1. Oktober 1906 bis 31. März 1907 befand er sich in gleicher Funktion auf dem Kleinen Kreuzer München. Man versetzte Brandes dann auf das Linienschiff Hessen und beförderte ihn am 27. April 1907 zum Oberleutnant zur See. Als solcher war er vom 1. Oktober 1908 bis 31. März 1910 zur Dienststellung zum Admiralstab der Marine kommandiert. Für sechs Monate war er bei der II. Matrosen-Division als Kompanieoffizier tätig sowie anschließend bis 30. September 1911 Kompanieoffizier und Adjutant der II. Werftdivision. Es folgte die Versetzung auf das Großlinienschiff Rheinland sowie seine dortige Beförderung zum Kapitänleutnant am 22. März 1913.
Brandes verblieb über den Beginn des Ersten Weltkriegs bis 12. Februar 1916 an Bord. Vom 16. Mai 1916 bis 5. Februar 1917 fungierte er als Erster Offizier auf dem Hilfskreuzer Wolf unter dem Kommando von Karl August Nerger. Nach der Kaperung der ehemaligen Gutenfels und der Ausrüstung zum Hilfskreuzer Iltis übernahm Brandes am 5. Februar 1917 als Kommandant das Schiff und führte Handelskrieg im Indischen Ozean. Bei der Selbstversenkung, nachdem die Iltis von der britischen Odin aufgebracht worden war, geriet er mit seiner Mannschaft am 21. März 1917 in britische Kriegsgefangenschaft. Brandes und die deutschen Seeleute wurden im Internierungslager Ahmednagar in Indien gefangen gehalten und erst im April 1920 nach Deutschland entlassen.
Zwischenzeitlich zum Korvettenkapitän befördert (seit 8. März 1920) war Brandes vom 28. April 1920 bis 30. September 1923 als Angehöriger der Marineleitung kommandiert als Vertreter der Marine zur Zentralstelle für Nachrichtenwesen im Postministerium. Vom 1. Oktober 1923 bis 14. Februar 1924 wurde Brandes zur Verfügung des Chefs der Marinestation der Nordsee gestellt. Anschließend setzte man ihn als Ersten Offizier auf dem Linienschiff Elsass ein. Für ein weiteres Jahr war Brandes in gleicher Funktion auf dem Linienschiff Hannover tätig. Am 28. September 1926 kam er als Chef des Stabes zur Inspektion des Bildungswesens der Marine und wurde in der Zwischenzeit am 1. Dezember 1926 zum Fregattenkapitän sowie am 1. Dezember 1928 zum Kapitän zur See befördert. Man ernannte Brandes im Anschluss zum Kommandanten des Marinearsenals Kiel. Diese Funktion hatte er bis zum 28. März 1932 inne und wurde dann unter gleichzeitiger Verleihung des Charakters als Konteradmiral am 31. März 1932 in den Ruhestand versetzt.

## Auszeichnungen
- Eisernes Kreuz (1914) II. und I. Klasse[1]
- Kronen-Orden IV. Klasse[1]
- Preußisches Dienstauszeichnungskreuz[1]
- Hanseatenkreuz Lübeck[1]